# Hansi Dujmic
Hansi Dujmic (de son vrai nom Davor Ljubomir Johannes Dujmic, né le 30 décembre 1956 à Vienne, mort le 21 mai 1988 dans la même ville) est un chanteur autrichien, aussi connu sous le nom d'artiste de Dew Mitch.

## Biographie
Sa mère Margit étudie le chant d'opéra à Vienne. Toutefois, en raison de ses racines juives, elle ne peut pas exercer cette profession. En 1943, elle fait la connaissance à Bratislava du journaliste Adolf Dujmic, le fils d'un ouvrier du chemin de fer originaire de Konjic (Bosnie-Herzégovine). L'année suivante, ils se marient et ont une fille, Drina ; des années plus tard, après l'émigration en raison de l'insurrection de Budapest, Davor naît à Simmering.
Son enfance est marquée par les fréquents déménagements de la famille. À 12 ans, il apprend la guitare. À 14 ans, il arrête l'école pour aller au conservatoire et étudier la guitare classique. À 17 ans, il fonde son premier groupe et fait sa première apparition à la télévision. Il refuse un contrat d'enregistrement à Munich, car il se pose des questions sur sa personne.
En 1973, il va voir Wolfgang Ambros en concert qui l'invite spontanément sur la scène.
En 1977, il devient professeur de guitare et épouse Olga Katharina, qui a sept ans de plus que lui ; ils se sépareront quatre ans plus tard. Suivent après des épisodes de dépression et de petits boulots jusqu'à son addiction à l'héroïne en 1979. En 1980, il fait une cure à Vienne puis, grâce à des connaissances, s'en va trois mois en Israël. Le jour de son retour, il fait la connaissance de Brigitta Bauer, une professeur d'anglais. Cette relation a été très mouvementée, le couple se déchire plusieurs fois avant de s'unir en 1986. Cela devient le thème de plusieurs de ses chansons.
En 1980, il fonde le groupe "Chaos de Luxe", à qui l'on propose d'enregistrer un titre. In Frieden leb´n est un bide. L'année suivante, il accompagne Peter Cornelius en tournée. Wolfgang Ambros produit son premier album. Il se fait connaître en 1985 en étant le héros de la comédie musicale Elvis, mise en scène par Michael Schottenberg (de) et avec Julia Stemberger dans le rôle de Priscilla. Peu après, il chante Zu müde en duo avec Maria Bill, l'épouse de Schottenberg.
Malgré le succès, Dujmic conserve sa dépression, doutant de l'image qu'il renvoie. En 1986, le titre Ausgeliefert atteint le top 10 des ventes en Autriche. L'année suivante, il joue dans la série Tatort et au festival de théâtre du château de Liechtenstein. En 1988, il publie, sous le nouveau nom de scène de Dew Mitch, un nouvel album, Heartbreak Avenue. Il souffre d'insomnies et n'arrive pas à gérer la pression. Il commence une nouvelle thérapie dont il se retire et se met à boire. Après une dispute avec son médecin, il arrête toute thérapie et retombe dans les médicaments.
Vingt-quatre heures avant sa mort, Dujmic est libéré après un traitement ambulatoire à la Polyclinique de Vienne (de) dû à une intoxication du mélange alcool-valium. Dans la matinée du 21 mai 1988, son cadavre est retrouvé dans le quartier de Rudolfsheim-Fünfhaus, assis sur le siège passager d'une camionnette en stationnement ; on retrouve non loin sur le trottoir un autre mort, un ami de longue date de Dujmic. Le corps de l'artiste ne sera identifié que le lendemain. Le seul survivant de cette consommation collective est l'acheteur de l'héroïne, Alfred Krainz. Il explique que, lors de leur réunion, Dujmic et son ami étaient ivres et sniffaient, ils étaient vivants lorsqu'il les a laissés dans le véhicule dans la rue. Cinq heures plus tard, la connaissance de Dujmic est retrouvée inconscient dans la rue, un appel anonyme demande les secours ; il n'est pas fait mention de la présence de Dujmic. Plus tard, Krainz sera condamné à cinq mois de prison pour non-assistance à personne en danger. Malgré les déclarations de sa veuve, la police conclut à un suicide.
Après sa mort, sa chanson Don’t Say No devient numéro un. Deux jours avant sa mort, il tournait dans un épisode de Tatort qui est diffusé après celle-ci.

## Discographie

### Singles
- 1984: Zu müde / Sternental
- 1984: Jubel bis zum Abschied (Du hast ein Telefon) / Wieder amoi deprimiert
- 1985: Eskimo / Wieso is des so?
- 1986: Ausgeliefert / Lourdes
- 1986: Nur Amore / Aufrecht
- 1988: Don't Say No / Cold as Ice
- 1988: Deep Blue Eyes / Manhattan

### Albums
- 1984: Hansi Dujmic
- 1985: Aufrecht
- 1988: Heartbreak Avenue

### Compilations
- 1989: Glanzlichter
- 1993: Irgendwann...
- 1995: Austrian Private Collection
- 1998: Master Series
- 2008: Es bleibt nur die Erinnerung
- 2011: Das Beste von Hansi Dujmic